# 우미노 루리
우미노 루리(일본어: 海乃るり, 8월 8일 ~)는 일본의 여자 성우이며, 여성 아이돌 그룹 22/7의 멤버이다.

## 인물
성우 아이돌 그룹 프로젝트 22/7에 소속되어 있는 멤버.
좋아하는 애니메이션은 이누×보쿠SS, 탐정 오페라 밀키 홈즈, 이누야샤, 러브라이브! 등을 들고 있다.
동경하는 성우는 난죠 요시노이자, 그녀가 노래하고 있는 캐릭터 송인 "마음의 에덴"을 특히 좋아한다고 한다.

## 성우 활동

### 출연 작품

#### TV 애니메이션
2020년
- 22/7(코노 미야코)

### 참조주
1. 1 2  “ARTIST”. 《22/7 公式サイト》. 2018년 4월 30일에 원본 문서에서 보존된 문서. 2018년 5월 9일에 확인함.
2. ↑  “声優になるキッカケはこの人！22/7・海乃るりが好きなアニメBEST3”. ランキングBOX. 2017년 9월 21일. 2018년 5월 8일에 원본 문서에서 보존된 문서. 2018년 5월 8일에 확인함.